# محرم راز
«محرم راز» (انگلیسی: Hamraaz) فیلمی هندی است که در سال ۱۹۶۷ منتشر شد. از بازیگران آن می‌توان به سونیل دات و راج کومار اشاره کرد.